# Esther Chávez Cano
Esther Chávez Cano (Chihuahua, 2 de junio de 1933-Ciudad Juárez, 25 de diciembre de 2009) fue una contadora pública, ponente y activista de derechos humanos, defensora de la mujer, que luchó en contra de los feminicidios en Ciudad Juárez. 
En 1993, participó en la formación del Grupo 8 de marzo, movimiento que buscaba defender los derechos de las mujeres en la frontera con Estados Unidos y que registró por primera vez los asesinatos de mujeres y niñas en este estado. En 1999 creó Casa Amiga, Centro de Crisis, centro de atención para mujeres que sufren violencia.

## Biografía
Esther Chávez Cano nació el 2 de junio de 1933 en la ciudad de Chihuahua. Estudió contabilidad en Guadalajara. Desde 1963 trabajó en la Ciudad de México y posteriormente llegó a Ciudad Juárez en 1982. El 25 de diciembre de 2009 muere de cáncer en Ciudad Juárez.

### Activismo
Fue una de las principales activistas que buscaron darle visibilidad internacional a los cientos de asesinatos de mujeres jóvenes y niñas cometidos en la ciudad fronteriza Ciudad Juárez. Su método fue recopilar información periodística sobre cada una de las víctimas: cómo fue asesinada, dónde y por quién fue encontrada, qué acciones tomaban las autoridades, quiénes eran sus familiares. Denunció en diferentes países la violencia que se vive en Ciudad Juárez.
Fue una crítica de la desatención hacia la violencia de género, especialmente en Ciudad Juárez, donde encontró patrones criminales en los antes llamados "homicidios seriales de mujeres".
Tracy Wilkinson escribe en Los Angeles Times que Chávez consideraba que la tendencia de las maquiladoras de contratar mujeres fue lo que provocó una reacción machista que dio lugar a estos asesinatos.
Trabajó de la mano con otras activistas, como Lydia Cacho, quien dice que “fue Esther quien intuyó que las cloacas simbólicas no eran subterráneos callejeros sino instituciones del Estado mexicano y colectivos de hombres capaces de asesinar por placer y por poder”.
En 1999 abrió Casa Amiga, primero como un centro de atención a mujeres víctimas de delitos sexuales. Pero después el centro se convirtió en un centro de atención de mujeres que sufren de abuso doméstico.

### Reconocimientos
El 29 de marzo del 2007 se instituyó el Premio Esther Chávez Cano de labor social
El 8 de marzo de 2018, en el marco del día de la mujer, se develó una placa conmemorativa a la labor de Esther Chávez Cano.